# Strandtjärnen, Västerbotten
Strandtjärnen är en sjö i Skellefteå kommun i Västerbotten och ingår i Bureälven-Mångbyåns kustområde.